# Togg
TOGG, ("на српском: Тог") је турска аутомобилска компанија основана 2018. као заједничко предузеће.
Турски произвођач Тог је створен у сарадњи са Анадолу Груп (19%), БМЦ (19%), Кок Груп (19%), Туркцел (19%), Зорлу Холдинг (19%) и ТОББ (5%) 25. јуна. 2018.
Компанија је најавила да ће први аутомобили бити спремни за масовну производњу до краја 2022. године.